# Attagrot

De Attagrot (Duits: Atta-Höhle of Attendorner Tropfsteinhöhle) in Attendorn is een van de grootste en mooiste druipsteengrotten van Duitsland, die jaarlijks 150.000 à 200.000 bezoekers trekt. Tot nu toe hebben ca. 4 miljoen mensen de grot bezocht.
Te zien zijn stalagmieten, stalactieten, kalksteenzuilen, kalkgordijnen en zogenaamde Sinterfahnen (door ijzeroxide gekleurde, vlagvormige afzettingen). In het voor het publiek toegankelijke gedeelte worden ook enkele stukken uit het afgesloten gedeelte tentoongesteld. In de grot wonen ook vleermuizen.

## Ontdekking
De grot werd op 19 juli 1907 ontdekt bij kalksteenwinning in de steengroeve van de Biggetaler Kalkwerke, en werd nog datzelfde jaar opengesteld voor het publiek. In 1985 heeft een groep speleologen onder leiding van Elmar Hammerschmidt verdere gedeelten van de grot ontdekt. In totaal is tot nu toe een lengte van 6000 meter verkend, maar het onderzoek is nog niet voltooid.

## Ontstaan
In het Devoon (ca. 400 miljoen jaar geleden) lag het gebied onder de zeespiegel en werden op de zeebodem kalksteenlagen afgezet. Daarin ontstonden later holten doordat de kalksteen door de inwerking van binnensijpelend water oploste.

## Toegang
Een ca. 90m lange gang geeft toegang tot een route van ca. 500m die voor het publiek in de grot is uitgezet. De oorspronkelijke toegang, die ten noorden van deze gang ligt, is tegenwoordig met een metalen deur afgesloten. In een deel van de grot wordt kaas gelagerd, die onder de naam Atta-Käse wordt verkocht. De geur van de kaasopslag wordt gedeeltelijk tegengehouden met behulp van een watergordijn.